# Në pasqyrë
Në pasqyrë (svenska: i spegeln) är en låt på albanska framförd av sångerskan Anjeza Shahini. Låten är skriven av Sokol Marsi tillsammans med Jorgo Papingji medan musiken är komponerad av Sokol Marsi.
Med låten ställde Shahini upp i Festivali i Këngës 48, Albaniens uttagning till Eurovision Song Contest 2010 som skulle hållas i Oslo. Bidraget framfördes för första gången den 24 december, då samtliga bidrag presenterades utan att bedömas. Två dagar senare framfördes duettversioner av alla låtar och Shahini framförde då sitt bidrag tillsammans med Eneda Tarifa. Den 27 december 2009 hölls finalen av tävlingen i Pallati i Kongreseve i Tirana. Shahini framförde "Në pasqyrë" som nummer 6, efter Dorina Garuci med "Sekreti i dashurisë" och före Erti Hizmo och Linda Halimi med "Nuk të dorëzohem". Efter att juryn avlagt sina röster stod det klart att bidraget fått näst flest poäng av alla, 118. Vann gjorde Juliana Pasha med "Nuk mundem pa ty", som fick 133 poäng.
Låten blev Shahinis tredje i Festivali i Këngës då hon tidigare deltagit med "Imazhi yt" (2003) och "Pse ndal" (2005).